# Lynnのおしゃべりんらじお
『Lynnのおしゃべりんらじお』（リンのおしゃべりんらじお）は、2020年3月31日（30日深夜）から2024年12月24日（23日深夜）まで文化放送 超!A&G+で配信されていたインターネットラジオ番組。

## 番組概要
声優のLynnがパーソナリティを務める番組。仕事やプライベートの事を中心にトークしていく。
Twitterハッシュタグは「#しゃべりん」。
新型コロナウイルス感染予防の一環として、2020年4月21日（20日深夜）から隔週更新に変更、同年6月2日（1日深夜）から毎週更新の形式へと戻った。
後述のとおり、2021年12月19日には初のオンラインイベント、2022年9月18日には初のリアルイベントをそれぞれ行った。
第174回（2023年10月2日）において番組テーマソングの制作が発表され、同テーマソング「Letter bouquet」が第187回（2024年1月1日）から使用されている。
2024年5月19日に開催された「アニメプロジェクトin大泉2024」において、初の公開録音が行われ、それに伴い第200回（2024年4月1日）から第204回（2024年4月29日）まで、同イベントを主催するアニメプロジェクトin大泉推進連絡会がスポンサーとなっていた。同公開録音は、第208回（2024年5月27日）として配信された。
2024年12月23日の配信を以て、終了した。

## 配信時間
本配信
- 2020年3月30日 - 2024年12月23日、超!A&G+ 毎週月曜 25:30 - 26:00

リピート配信
- 2020年3月31日 - 2023年3月28日、超!A&G+ 毎週火曜 13:30 - 14:00
- 2021年4月4日 - 2023年4月2日、超!A&G+ 毎週日曜 10:00 - 10:30
- 2023年4月9日 - 、超!A&G+ 毎週日曜 14:00 - 14:30
- 2024年10月9日 - 、超!A&G+ 毎週水曜 19:30 - 20:00

## コーナー
普通のお便り
Lynnへの質問などを募集するコーナー。
ラーメン、働かざる者 食うべからず
オススメのラーメン情報を募集するコーナー。
あたまをふにゃりん☆
なぞなぞや脳トレ的な問題を募集し、Lynnが解答していくコーナー。
以上、私からの個人的な報告でした。
リスナーの1週間の出来事を「以上、私からの個人的なお知らせでした」という一文を最後に添えて簡単に報告してもらうコーナー。
おやすみっみ後のお別れポーズ
エンディングの挨拶「おやすみっみ」のあとに、Lynnにやって貰いたいポーズを募集するコーナー。
タグで伝えるエピソード
毎回テーマを設け、Instagramで見掛けるハッシュタグが文章になっているようなフォーマットで、短めのエピソードを募集するコーナー。
「＃しゃべりん」パトロール
リスナーがTwitterで「#しゃべりん」を付けてしたツイートをパトロールするミニコーナー。
ちょいぎりん
お題に対してネタを送って貰う、いわゆる大喜利コーナー。

## 過去のコーナー
ぴのコーナー
リスナーの過去の失敗談を募集するコーナー。
まあいいですよ、ささやくくらいいくらでもやりますよ。
Lynnがじわっと来るようなセリフを囁く番組の最後に行うコーナー。
とりあえずマネてみた!
Lynnにモノマネしてもらいたい人物・動物・音を募集するコーナー。
お別れ間際の完全台本
リスナーのリクエストを元に構成作家が独断と偏見で書いた囁きゼリフをLynnが読む番組の最後に行うコーナー。
世の中のココが許せない！
「世の中のココが許せない！」ということを募集し、日々リスナーがどんなことに対して怒りを感じているのか、Lynnの価値観と比べてみるコーナー。第22回（2020年9月14日）から第58回（2021年6月21日）まで実施。
好き。
「好きな〇〇は？」といった質問を募集し、Lynnが好きなことを答えていくコーナー。第62回（2021年7月19日）から第115回（2022年7月25日）まで実施。

## ゲスト
- 第7回（2020年6月1日）- 鈴代紗弓[注 1]、上田麗奈[注 1][12]
- 第21回（2020年9月7日）- 上田麗奈[注 2]
- 第38回（2021年1月4日）- 鈴代紗弓
- 第55回（2021年5月31日）- 櫻庭有紗[注 3]
- 第107回（2022年5月30日）- 芹澤優[注 3]
- 第123回（2022年10月3日）- 上田麗奈
- 第136回・第137回（2023年1月2日・1月9日）- 鈴代紗弓
- 第141回（2023年2月6日）- 上田麗奈[注 4]

## イベント
Lynnのおしゃべりんらじお オンラインイベント vol.1
2021年12月19日
昼の部・夜の部 ゲスト: 逢田梨香子
Lynnのおしゃべりんらじお リアルイベント vol.1
2022年9月18日 - 文化放送メディアプラスホール
昼の部 ゲスト: 大和田仁美
夜の部 ゲスト: 和多田美咲
Lynnのおしゃべりんらじお リアルイベント vol.2
2023年12月16日 - 文化放送メディアプラスホール
第2部 ゲスト: 久保ユリカ
Lynnのおしゃべりんらじお リアルイベント vol.3
2024年7月14日 - 文化放送メディアプラスホール
第1部 ゲスト: 内山夕実 Lynnのおしゃべりんらじお リアルイベント vol.3
Lynnのおしゃべりんらじお 最終回公開録音
2024年12月22日 - 文化放送サテライトプラス